# Arne Heli
Arne Heli (* 14. September 1924 in Oslo; † 9. August 2006 ebenda) war ein norwegischer Schriftsteller und Aktivist einer norwegischen Organisation für Homophile (Det Norske Forbundet av 1948).
Heli gab 2006 das Buch Åpen om det forbudte (etwa: Offen über das Verbotene) heraus, indem er die Zeit zwischen dem Aufmerksamwerden auf seine sexuelle Orientierung in den 1940er Jahren und bis zu seinem Bekenntnis zur Homophilie in der norwegischen Studentenorganisation (Studentersamfundet) 1965 beschreibt.

## Bibliographie
- Varetekt. Oslo 1992
- Straffens innhold. Oslo 1992
- Åpen om det forbudte. Oslo 2006